# Gottfried Haunhorst
Gottfried Haunhorst (* 20. August 1929; † 15. August 2016) war ein deutscher Kantor, Organist, Musikpädagoge und Museumsleiter.

## Leben
Gottfried Haunhorst wuchs in Osnabrück auf und machte das Abitur am dortigen Realgymnasium. Nach seiner Ausbildung als Kirchenmusiker trat er eine Stelle als Organist und Kantor an der Kirche St. Johannes Baptist in Borgentreich an, die über eine historisch bedeutende Springladenorgel verfügte. Den Ort entwickelte er zu einem kirchenmusikalischen Zentrum mit großer Ausstrahlung in die Region. Er gründete einen Kirchenchor, ein Kammerorchester, brachte große kirchenmusikalische Werke des 18. und 19. Jahrhunderts zur Aufführung und produzierte Schallplatten. Zudem unterrichtete er Musik am nahegelegenen Hüffertgymnasium in Warburg und erhielt Lehraufträge der damaligen Gesamthochschule Paderborn. Mit seiner Frau, der Sopranistin Annemarie Haunhorst, hatte er fünf Kinder.
Als infolge der Gebietsreform in Nordrhein-Westfalen das gegenüber der Kirche gelegene Rathaus von 1850 zu klein wurde und zugunsten eines Neubaus für die Stadtverwaltung aufgegeben werden sollte, setzte er sich erfolgreich für die Errichtung eines Orgelmuseums in dem von Abbruch bedrohten historischen Gebäude ein. Nach dessen Gründung 1980 wirkte er an der Konzeption und Betreuung des Orgelmuseum Borgentreich als erstem deutschen Orgelmuseum mit. 13 Jahre, bis kurz vor seiner Pensionierung als Kantor 1994, war er dessen ehrenamtlicher Leiter.
Seinen Lebensabend verbrachte er mit seiner Frau in Oldenburg. Ab 2013 führte er dort mit seiner Enkelin Charlotte Haunhorst unter der Bezeichnung „Opa Gottfried ist online“ einen erfolgreichen Blog, der Rentner ermutigen sollte, das Internet für sich zu nutzen.

## LP-Produktionen
- Joseph Haydn: Große Messe in B (Theresienmesse). Mit Annemarie Haunhorst (Sopran), Helene Saitz (Alt), Johannes Falke und Ulrich Ritgen (Tenor), Armin Obst (Bass), Chor und Streichorchester des kirchenmusikalischen Zentrums Borgentreich, Ltg.: Gottfried Haunhorst. Life Records Tonstudio Engelsmann & Burghardt, LC 08371, Borgentreich 1974.
- Wolfgang Amadeus Mozart: Messe in F-Dur KV 192, Girolamo Frescobaldi: Canzona in D für Orgel, Johann Gottfried Walther: 7 Choralvariationen für Orgel. Chor und Streichorchester des kirchenmusikalischen Zentrums Borgentreich, Ltg. und Orgel: Gottfried Haunhorst. Life Records Tonstudio Engelsmann & Burghardt, LC 08371, Borgentreich 1981.
- Orgelmusik aus Borgentreich: Johann Sebastian Bach: Präludium und Fuge Es-Dur BWV 552, Choral Erbarm’ dich mein, o Herre Gott, BWV 721, Johann Gottfried Walther: Herr Gott, nun schleuss den Himmel auf, Dieterich Buxtehude: Mensch, willst du leben seliglich, Ciacona. Gottfried Haunhorst (Orgel). Life Records Tonstudio Engelsmann & Burghardt, LC 08371, Borgentreich 1985.
- François Couperin: Messe pour les couvents religieux et religieuses (2. Orgelmesse). Orgel: Rudolf Reuter, Choralschola des kirchenmusikalischen Zentrums, Borgentreich, Ltg.: Gottfried Haunhorst. Psallite 193/010 677 PET, LC 0698, Borgentreich o. J.